# 山口治太郎
山口 治太郎（やまぐち じたろう、1943年4月2日 - ）は、日本の政治家。
福井県美浜町長（5期）、福井県原子力発電所所在市町協議会会長などを歴任。

## 来歴
福井県三方郡美浜町出身。福井県立若狭農林高等学校卒業後、1962年建設省敦賀国道工事事務所に入省。大阪国道工事事務所工務係長、福井工事事務所建設監督官等を経て、1988年7月に出身地である美浜町の収入役に就任。1997年4月に美浜町助役に就任後、1999年3月、美浜町長に初当選。2015年3月から5期目を務め、2019年の任期満了をもって引退。
一貫して原発推進の立場を取り、美浜原子力発電所の新増設や、原則40年の運転期間を延長することが決まった美浜原発3号機の再稼働にも積極的だった。
任期中の2004年8月9日、美浜原発3号機で蒸気噴出事故が発生し11人死傷。運転中の原子力発電所における国内初の死亡事故に対処した。
2025年（令和7年）春の叙勲で旭日小綬章を受章した。